# Station Zakrzów Sarnowo
Station Zakrzów Sarnowo is een spoorwegstation in de Poolse plaats Sarnowo.